# Andy Scott (muzikant)
James Paul Andrew 'Andy' David Scott (Wrexham, 30 juni 1949) is een Britse rockgitarist, songwriter en producent. Hij werd bekend als de gitarist van de glamrockband The Sweet.

## Biografie
Scott werd in 1949 geboren in Noord-Wales en groeide op met drie broers en zussen. Hij studeerde eerst af van de middelbare school en deed vervolgens een opleiding als bankbediende. Daarna begon hij zijn carrière als muzikant. Aanvankelijk speelde Scott basgitaar in verschillende bands zoals Missing Links, Silverstone Set, The Cool, The Scaffold en Mayfield's Mule en later, eind jaren 1960, nam hij de zang over voor de Elastic Band en speelde hij leadgitaar. In 1970 kwam Scott een advertentie tegen in de Britse muzikantenkrant Melody Maker, die op zoek was naar een gitarist voor een veelbelovende band. Na een casting kwam hij bij The Sweet. Zijn eerste concert met The Sweet was op 26 september 1970 in The Windsor Ballroom in Redcar. Met Scott als leadgitarist werd The Sweet de commercieel meest succesvolle Britse glamrockband van de jaren 1970. In 1978 werden de botsingen met de zanger van de band Brian Connolly te groot en Connolly werd uit de band gezet. Het succes van Andy Scott en de twee andere leden van The Sweet, Mick Tucker (drums) en Steve Priest (bas) verminderde.
Nadat de ontbinding van de band in 1982 was aangekondigd, herenigden Andy Scott en Mick Tucker zich in 1985. De andere muzikanten waren zanger Paul Mario Day (voorheen Iron Maiden), toetsenist Phil Lanzon (voorheen Grand Prix, daarna Uriah Heep) en bassist Mal McNulty (voorheen Weapon). Nadat Tucker in 1991 vertrok, veranderde de naam van de band aanvankelijk in Andy Scott's Sweet. De bezetting veranderde vanaf dat moment regelmatig, Scott was een vast lid van de band. Hij toert nog steeds met Pete Lincoln (zang, bas, voorheen met Cliff Richard, Shakin' Stevens en Sailor), Tony O'Hora (keyboard/gitaar, zang, eerder Praying Mantis, Onslaught) en Bruce Bisland (drums, voorheen Praying Mantis), opnieuw onder de naam The Sweet. Andy Scott hoorde in 2009 de diagnose prostaatkanker en overleefde de behandeling. Vervolgens raakte hij betrokken bij de vroege opsporing en bestrijding van de ziekte. Zo was hij een van de belangrijkste organisatoren van het eerste liefdadigheidsconcert Rock Against Cancer in All Cannings (Wiltshire) in mei 2012. Brian May en Midge Ure leidden het concert met hem.

## Privéleven
Scott trouwde in 1971 met zijn vriendin. Hun zoon werd geboren op 14 oktober 1972; later scheidde het paar. Op 1 juli 1991 hertrouwde Scott. Ook dit huwelijk werd ontbonden. Sinds 1991 woont Andy Scott in de buurt van Devizes in Wiltshire.